# Luigi De Canio
Luigi De Canio (* 26. September 1957 in Matera) ist ein ehemaliger italienischer Fußballspieler und heutiger -trainer. Nach einer Spielerkarriere, die ihn bis in die Serie B brachte, trainierte er verschiedene Klubs in der Serie A und war auch im englischen Profifußball tätig.

## Sportlicher Werdegang
De Canio spielte zunächst für den FC Matera und SSD Città di Brindisi im Amateurbereich. 1978 wechselte der Abwehrspieler zurück zum FC Matera, mit dem er 1979 in die Serie B aufstieg. Nach dem direkten Wiederabstieg spielte er später noch für Calcio Chieti, US Salernitana, abermals den FC Matera und AS Livorno in der dritten Liga. Ab 1986 ließ er seine Karriere im unterklassigen Amateurbereich bei Galatina Pro Italia ausklingen.
1987 trat De Canio beim PCS Pisticci als Spielertrainer seinen ersten Trainerposten an. Auf Anhieb stieg er mit dem Klub in die Serie D auf. 1993 übernahm er AC Savoia 1908 in der Serie C2 und stieg mit dem Klub ebenfalls auf. 1995 wechselte er zur AC Siena in die Serie C1. Nach einem achten Tabellenplatz zog er nach nur einer Spielzeit innerhalb der Liga zum FC Carpi weiter. Überraschend führte er die Mannschaft um Marco Materazzi in die Aufstiegs-Play-Offs. Wenngleich die Mannschaft dort gescheitert war, hatte er höherklassig auf sich aufmerksam gemacht und wurde vom Zweitligisten AS Lucchese Libertas unter Vertrag genommen. Mit dem Verein schaffte er knapp den Klassenerhalt, wurde aber dennoch freigestellt.
Kurzzeitig ohne Verein übernahm De Canio im Herbst 1998 den Trainerposten beim Zweitligisten Delfino Pescara 1936, mit dem er als Tabellenfünfter knapp die Aufstiegs-Play-Offs zur Serie A verpasste. Daraufhin verpflichtete ihn der Erstligist Udinese Calcio als neuen Trainer; über den UEFA Intertoto Cup qualifizierte er sich mit dem Klub für den UEFA-Pokal. Im März 2001 stand der Klub im Abstiegskampf, daraufhin wurde er entlassen und durch Luciano Spalletti ersetzt. Im Sommer übernahm er den Zweitligisten SSC Neapel. Nach dessen verpassten Wiederaufstieg wurde er zum Saisonende erneut entlassen. 
Im Herbst 2002 übernahm De Canio den im Abstiegskampf befindlichen Erstligisten Reggina Calcio, mit dem er den Klassenerhalt schaffte. Dennoch verließ er den Klub und nach kurzer Zeit ohne Anstellung übernahm er im Frühjahr 2004 den CFC Genua, bei dem er jedoch nach dem Abstieg in die zweite Liga kurz vor Saisonbeginn durch Serse Cosmi ersetzt wurde. Im Januar 2005 kehrte er zur AC Siena zurück, die er in zwei Spielzeiten in der Serie A hielt.
Im Oktober 2007 übernahm De Canio die Queens Park Rangers in der zweitklassigen englischen Football League Championship. Nach einem 14. Tabellenplatz kehrte er nach Saisonende nach Italien zurück. Ab März 2009 trainierte er US Lecce in der Serie A, wurde aber im Sommer 2011 nach dem Abstieg entlassen. Von April bis Oktober 2012 engagierte ihn erneut CFC Genua, ab Oktober 2013 bis Anfang 2014 war er für Calcio Catania tätig. Im März 2016 trat De Canio seine zweite Amtszeit als Cheftrainer von Udinese Calcio an. Sein zum Saisonende laufender Vertrag wurde nicht verlängert. Nach seiner Freistellung wurde er im Februar 2018 von Ternana Calcio verpflichtet, wo er bis Januar 2019 tätig war.